# Igor Cvitanović
Igor Cvitanović (Osijek, 1. studenoga 1970.), bivši je hrvatski nogometaš, reprezentativac i trener. Trenutačno je trener Dinamo Zagreb II. 

## Igračka karijera
Bio je odlično i efikasno lijevo krilo, dribler, dobar tehničar i strijelac te sjajan asistent. Najbolje igre je pružio u Dinamu gdje je odigrao 416 utakmica i postigao 245 pogodaka (u službenim utakmicama) što ga stavlja na mjesto jednog od najefikasnijih strijelaca u povijesti kluba. Ukupno je za Dinamo odigrao 504 utakmice uz 304 postignuta pogotka, čime je postao najefikasniji strijelac u povijesti Dinama. Ponikao je iz nogometne škole Osijeka. Nastupao je za Osijek u sezoni 1987./88., te sezone 2003./04. Ipak najslavnije razdoblje odigrao je u zagrebačkom Dinamu od 1989. do 1997. godine i ponovno od 1999. do 2002. godine s kojim je osvojio 4 hrvatska prvenstva (1993., 1996., 1997. i 2000.) i tri kupa (1994., 1996. i 1997.). Iznimnim zalaganjem igrajući za Dinamo, čiji je deklarirani navijač, postao je jedan od idola navijača. Nakon što je 1989. godine potpisao za zagrebački Dinamo bio je kratko vrijeme na posudbi u velikogoričkome Radniku. Igrao je na dvojnoj registraciji, te je za Radnika u 9 utakmica postigao 6 pogodaka. U sezoni 1991./92. bio je na posudbi u Varteksu iz Varaždina, prije nego što je postao standardni prvotimac Dinama.
Nastupao je i za španjolski Real Sociedad 1998. – 1999., u kojemu nije osigurao mjesto u prvoj postavi te za japanski klub Shimizu SP Ure (2002./03.).
Drugi je na Vječnoj ljestvici strijelaca u 1. HNL, s postignutih 126 pogodaka (od 1992. do 2002., bez sezone 1998./99., kada je igrao u Španjolskoj). 

### Reprezentativna karijera
Za hrvatsku reprezentaciju odigrao je 29 utakmica i postigao 4 pogotka. Prvi put je nastupio protiv Meksika (3:0), a posljednji put u Seulu protiv Južne Koreje (1:1).

## Trenerska karijera
Trenersku karijeru započeo je 2009. godine preuzevši pionire Dinama, a vodio je i juniore Dinama. Nakon samostalne trenerske sezone u Dubravi, Cvitanović 4. ožujka 2019. godine preuzima prvoligaša Istru 1961. Nakon što je uspio spasiti pulsku Istru 1961 od ispadanja iz 1. HNL, od 10. lipnja 2019. godine Cvitanović više nije trener Istre 1961.

## Priznanja

### Individualna
- Najbolji strijelac 1. HNL (2) : 1995./96. s postignutih 19 pogodaka i 1996./97. s postignutih 20 pogodaka.
- Žuta majica Sportskih novosti (2) : 1996., 1997.
- Najbolji nogometaš HNL (Slobodna Dalmacija) (3) : 1992., 1996., 1997.

### Klupska
Dinamo Zagreb
- Prvak Hrvatske (4) : 1992./93., 1995./96., 1996./97., 1999./00.
- Hrvatski nogometni kup (3) : 1994., 1996., 1997.

## Vanjske poveznice
- Predrag Jurišić, Karijera mu je bila puna uspona i padova, a nakon najveće sreće doživio je - nokaut! Ni suze u Poreču nisu pomogle: 'Najviše žalim za time...', sportske.jutarnji.hr, 28. travnja 2020.